# Heitarō Kimura
Heitarō Kimura (japonès: 木村兵太郎)  (prefectura de Saitama, 28 de setembre de 1888 - Sugamo Prison, 23 de desembre de 1948) va ser un general en l'Exèrcit Imperial Japonès. Va ser declarat culpable de crims de guerra i condemnat a mort per penjament.
Kimura va néixer a la Prefectura de Saitama, al nord de Tòquio, però es va criar a la prefectura d'Hiroshima, que considerava la seva casa. Va assistir a l'escola militar des de molt primerenca edat i es va graduar de l'Acadèmia Imperial de l'Exèrcit Japonès en 1908. Es va graduar al College War College (Japó) de Army War College el 1916 i va ser comissionat. a l'artilleria. Va servir durant la Intervenció Siberiana japonesa de 1918-1919 en suport de les forces blanques contra els bolxevik Posteriorment va ser enviat com a adjunt militar a Alemanya.
Des de finals de la dècada de 1920 Kimura va ser adscrita a la Inspecció d'Artilleria i un instructor a l'Escola d'Artilleria de Camp. Va ser seleccionat com a membre de la delegació japonesa a la Conferència sobre el desarmament de Londres del Tractat Naval de Londres de 1929 a 1931. En tornar al Japó, va ser promogut a tinent coronel i assignat al comandament de la IJA. 22è Regiment d'Artilleria. De 1932 a 1934, va tornar a la Field Artillery School, seguit de la Coastal Artillery School com a instructor.